# Mitchell (Oregon)
Mitchell – miasto w Stanach Zjednoczonych, w stanie Oregon, w hrabstwie Wheeler.